# Ереб
Ере́б (дав.-гр. Ἔρεβος [Еребос] — морок, пітьма, темрява), а також (лат. Erebus [Еребус]) — термін давньогрецької міфології:
1. Одне з начал всесвіту — вічний морок, породження Хаосу; батько Ефіра та Гемери, яких народила від нього богиня ночі Нікс (Гесіод);
2. Підземне царство мороку, через яке душі померлих проходять в Аїд.
3. Книга Ереб австрійської письменниці Урсули Познанскі.